# Sang Cheshmeh-ye Do
Sang Cheshmeh-ye Do (persiska: سنگ چشمه دو) är en ort i provinsen Kerman i sydöstra Iran. Sang Cheshmeh-ye Do ligger 1 526 meter över havet och folkmängden uppgår till cirka 80 invånare.

## Geografi
Terrängen runt Sang Cheshmeh-ye Do är huvudsakligen kuperad, men åt nordväst är den platt. Närmaste större samhälle är Seh Dāngeh, 4,0 km norr om Sang Cheshmeh-ye Do. Omgivningarna runt Sang Cheshmeh-ye Do är i huvudsak ett öppet busklandskap. I trakten råder ett hett ökenklimat.